# Vinski och osynlighetspulvret
Vinski och osynlighetspulvret (finska: Vinski ja näkymättömyyspulveri) är en finländsk familjefilm från 2021 i regi av Juha Wuolijoki som bygger på Simo Puupponens barnbok Hela stans Ville. Filmen biopremiär i Finland 22 december 2021 och svensk biopremiär den 8 september 2022.
Filmen marknadsfördes vara den första finskspråkiga familjefilm som dubbats till svenska trots att flera tidigare filmer dubbats till svenska från finska.

## Handling
Filmen utspelar sig i den fiktiva staden Hömpstad, som skakas av en brottsvåg. Inbrott och rån har blivit en del av stadsbornas vardag. Skolpojken Vinski lär känna den mystiske apotekaren, som erbjuder Vinski möjligheten att bli Hömpstads hjälte. Apotekarens hemlighet är ett pulver, som gör personen osynlig och gör så att man kan gå genom väggar. Med hjälp av osynlighetspulvret bestämmer sig Vinski för att avslöja en hemlig rånarliga och dess ledare, med endast ett par gula handskar som ledtråd.

## Rollista
| Roll             | Skådespelare                         | Svensk röst                  |
| ---------------- | ------------------------------------ | ---------------------------- |
| Vinski           | Kuura Rossi                          | Theo Zilliacus               |
| Apotekare        | Martti Suosalo                       | Rabbe Smedlund               |
| Krista           | Pirjo Heikkilä                       | Edith Holmström              |
| Andreas / Anteri | Mikko Leppilampi                     | Paavo Kerosuo                |
| Ronja / Roosa    | Fiona Iyare                          | Salma Sarkola                |
| TV-reporter      | Sampo Sarkola                        | Sampo Sarkola                |
| Präst            | Minka Kuustonen                      | Petra Pääkkönen              |
| Johan / Juuso    | Ohto Heiskanen                       | Eddie Berger                 |
| Skurkarna        | Antti Tuomas Heikkinen Joel Hirvonen | Dennis Nylund Pelle Heikkilä |
| Polis            | Hannu-Pekka Björkman                 | Hannu-Pekka Björkman         |
| Lärare           | Chike Ohanwe                         | Chike Ohanwe                 |
| Farmaceut        | Hannamaija Nikander                  | Nina Hukkinen                |
| Sköterska        | Cécile Orblin                        | Cécile Orblin                |
| Trädgårdsmästare | Vladimir Serov                       | Sampo Sarkola                |
| Brudtärna        | Ina Šapranauskiene                   | Nina Hukkinen                |
| Granne           | Kari Ketonen                         |                              |

- Svensk översättning – Nina Donner[17]

## Produktion
Filmen spelades mestadels in i Vilnius och Kaunas i Litauen, men delvis också i Borgå. Miljöerna är tidlösa trähusblock, medan kläderna och tekniken i berättelsen är mer moderna. Enligt Wuolijoki möjliggör modern informationsteknik även specialeffekter på Hollywood-nivå i finsk produktion. Troll VFX, ett Tammerforsbaserat eftermarknadsföretag, ansvarar för specialeffekterna i filmen. Lasse Enersens och Leri Leskinens musik har också inspirerats av äventyrsfilmer från Hollywood.
Den första trailern för filmen släpptes på YouTube i oktober 2015. Juha Wuolijoki berättar att han har arbetat med filmprojektet i mer än fem år. Målet var från början att få en internationell distribution och Wuolijoki pratar ogärna om en barnfilm, utan istället om en ”film för hela familjen” som redan syns på sättet han skådespelar.
Nelonen Media förvärvade rättigheterna att distribuera filmen på bio och i tv och inledde därmed sin inhemska distributionsverksamhet i Finland från att tidigare finansiera och producera inhemska filmer.

## Mottagande
Filmen mottog övervägande positiva recensioner och sågs av över 102 000 personer på bio i Finland, vilket gjorde den till den mest sedda inhemska filmen i Finland.

## Utmärkelser
Filmen nominerades till Jussi-priset på Jussi-galan 2022 i fem kategorier (Bästa film, scenografi, kostymdesign, smink och mask), men vann inget.

## Fortsättning
Filmen kommer få en uppföljare som också delvis ska spelas in i Borgå och produceras av Snapper Films.